# Осаки (посёлок)
Осаки (яп. 大崎町 О:саки-тё:) — посёлок в Японии, находящийся в уезде Соо префектуры Кагосима. Площадь посёлка составляет 100,82 км², население — 13 359 человек (1 августа 2014), плотность населения — 132,50 чел./км².

## Географическое положение
Посёлок расположен на острове Кюсю в префектуре Кагосима региона Кюсю. С ним граничат города Соо, Сибуси, Каноя и посёлок Хигасикусира.

## Население
Население посёлка составляет 13 359 человек (1 августа 2014), а плотность — 132,50 чел./км². Изменение численности населения с 1980 по 2005 годы:
| 1980 | 17 527 чел. |  |
| 1985 | 17 689 чел. |  |
| 1990 | 16 828 чел. |  |
| 1995 | 16 480 чел. |  |
| 2000 | 16 018 чел. |  |
| 2005 | 15 303 чел. |  |

## Символика
Деревом посёлка считается камфорное дерево, цветком — камелия сасанква.